# Hyraceum
L’hyraceum, ou pierre d'Afrique, est une essence animale utilisée en parfumerie et en médecine traditionnelle. Elle est produite par le Daman du Cap (Procavia capensis), un petit mammifère d'Afrique du Sud ayant l’apparence d’un gros rongeur. L’hyraceum est de l'urine riche en phéromones déposées par les membres d'une colonie, toujours au même endroit. Après plusieurs siècles de vieillissement, l'urine est pétrifiée. Elle prend alors la forme d'une pierre d'un brun sombre.
Ce produit est traité sous forme de teinture ou par dissolution dans des solvants comme l'alcool. L'hyraceum est utilisé en parfumerie et en médecine traditionnelle.